# Jack L. Strominger
Jack Leonard Strominger (né le 7 août 1925 à New York) est un professeur de biochimie à l'université Harvard. Spécialisé dans l'étude de la structure et des fonctions des protéines histocompatibles et de leur rôle dans les maladies, il a remporté, notamment, le Prix Albert-Lasker de recherche médicale fondamentale en 1995,.
Il est le père de Andrew Strominger.

## Biographie
Strominger étudie à l'université Harvard et obtient un diplôme en psychologie en 1944. Il obtient un MD de la Yale Medical School (en) en 1948, puis joint la Washington University School of Medicine. De 1964 à 1968, il enseigne à l'université du Wisconsin à Madison, puis intègre la faculté de l'université Harvard en 1968. En 1974, il devient membre du Dana-Farber Cancer Institute (en).

## Prix et distinctions
En 1968, Strominger devient le premier récipiendaire du Selman A. Waksman Award in Microbiology (en). Il est élu à l'Académie nationale des sciences en 1970, puis au National Institute of Medicine (en) en 1975,. En 1999, il obtient le Prix japonais.